# 아이젠마쓰리
아이젠마쓰리(일본어: 愛染まつり 아이젠마쓰리[*])는 일본 오사카부 오사카시 덴노지구 아이젠도에서 열리는 축제로, 6월 30일 오후 2시가 되면 예기들과 선발된 아이젠 무스메가 덴노 지역을 출발해 아베노 지하상가, 덴노지 공원, 다니마치스지를 지나 오후 4시경에 아이젠도에 도착하는 행렬을 한다.